# Perczel Sándor
Bonyhádi Perczel Sándor József Imre (Bonyhád, 1778. november 2. – Bécs, 1861. május 10.), nemesi felkelők gyalog századosa, Tolna és Baranya vármegyék táblabírája, földbirtokos.

## Élete
A tekintélyes római katolikus nemesi származású bonyhádi Perczel családnak a sarja. Szülei bonyhádi Perczel Gábor (1736–1785), Tolna vármegye főszolgabírája, földbirtokos és jobaházi Dőry Rozália (1748–1820) voltak. Apai nagyszülei Perczel József (1699–1768),  Tolna vármegye alispánja, földbirtokos és gyulai Gaál Katalin (1711–1770) voltak. Anyai nagyszülei jobaházi Dőry Ádám és petőházi Zeke Borbála voltak. Fivérei: bonyhádi Perczel Ádám (1770–1833), Tolna vármegye 1809-dik inszurgens alezredese, földbirtokos, és bonyhádi Perczel Gábor (1774–1856), 1809-ik inszurgens hadnagy, földbirtokos.
1793-ban báró Vécsey ezredében szolgált kadétként, katonai szolgálataiért, valamint a harcokban szerzett sebekért hadnagyi kinevezést kapott. 18 éves korában alhadnagy, majd hadnagy lett. Hét év alatt a harcokban 13-szor sebesült meg. Fején, kezén, lábán szinte egymást érték a lőtt és szúrt sebek. Gyógyulását követően ismét és ismét ott található a csatározók között. Amikor azonban az áldatlan állapotban zajló téli harcok idején jobb lába is megfagyott, nem folytathatta többé a lovas katonai életet. Ekkor, 22-évesen leszerelt és visszatért Tolna megyébe. 1800. októberében Tolna vármegye közgyűlésén a nemesi felkeléshez jelentkezett. Ajánlkozását elfogadták, és a második cohorshoz századparancsnoknak nevezték ki. 
Tolna és Baranya vármegyék táblabírája volt. 1801-től a család börzsönyi birtokán gazdálkodott. Perczel Sándor táblabírónak, mint földesúrnak évtizedeken keresztül olvashatjuk aláírását az úriszéki jegyzőkönyvek zárólapjain. De sem Tolnában, sem Baranyában nem vállalt állandó elfoglaltságot jelentő megbízatást. 1826-tól táblabíró, majd 1836-ban a völgységi járásban nemesi összeírást végző küldöttség elnöke. Viszont 1832-ben visszautasította alispáni jelölést, amellyel Baranya vármegye kívánta megtisztelni. Ez nem jelentett érdektelenséget részéről, jóval inkább családja iránti felelősségének bizonyítéka. Nem vonult vissza teljesen a közélettől, hiszen 1848-ban a vármegyei közgyűlés az állandó választmány tagjává választotta.

## Házasságai és gyermekei

A kajdácsi Kajdácsy család címere

Bonyhádon, 1801. szeptember 13-án feleségül vette a tekintélyes nemesi származású kajdácsi Kajdácsy Erzsébet (Bonyhád, 1782. november 11.–Bonyhád, 1836. február 19.) kisasszonyt, akinek a szülei kajdácsi Kajdacsy Ferenc (1733–1798), Tolna vármegye alispánja, követe, és cséfalvai Cséfalvay Judit voltak. Az apai nagyszülei  kajdácsi Kajdacsy  József, földbirtokos és  Risács Julianna (1716–1780) voltak. Az anyai nagyszülei cséfalvai Cséfalvay Ferenc, földbirtokos és Posgay Terézia voltak. A második felesége Némethy Anna volt. Házasságaiból 19 gyermeke született, akik közül egy Etelka, és két Tivadar nevű fiatalkorban meghalt. Az életben maradt gyermekek az első feleségétől, Kajdácsy Erzsébettől a következők:
- Perczel István Ádám Sándor Gábor (Bonyhád, 1802. augusztus 18.–1891. április 22.), aki 1823–tól 197-ig Tolna vármegye tiszti aljegyzője volt, 1832-ben Baranya vármegye aljegyzője, 1836–tól 1845-ig a Siklósi járásban főszolgabíró, 1849.március 1-jén a császári hadsereg uralma alatt baranyavári (Dárdán székelő) főbíró. 1850-ben Imre nevű testvérével és két másik rokonával együtt (Géza és Gyula) a nevét Bonyhádyra változtatta, hogy elhatárolja magát rokonától, Perczel Mór honvédtábornoktól. 1850. április 10-től Csongrád vármegye császári és királyi főnöke lett. A szabadságharc alatt a császári csapatok mellett mutatott lojalitásáért a Ferenc József-rend kiskeresztes lovagja lett. 1851. március 27-én véglegesen Csongrád megye császári és királyi főnökévé nevezték ki, 1853-ban császári és királyi helytartósági tanácsosi címet adományoztak neki. 1858-ban ugyanilyen minőségben Kecskemétre került, ahol 1860-ig, az októberi diploma kiadásáig maradt. Nejétől, Perczel Katalintól született gyermekei: Erzsébet, Mária, Sándor.
- Perczel Imre Sándor Gábor Ruprecht (Bonyhád, 1805. augusztus 8.–Bonyhád, 1873. február 25.), királyi tanácsos.[2][3][4] aki már 17 éves korában a filozófia doktora lett. 1827-ben Tolna megyében a Völgységi járásban esküdt, egyúttal tiszteletbeli aljegyző, 1830-ban azon járásban al-, 1836-ban főszolgabíró. 1838-ban a magyar királyi helytartóságnál tiszteletbeli titoknok, 1844-ben Baranya megyében a Pécsi járásban főszolgabíró, 1848-ban ugyanott alispán, 1849. év július 18-tól ugyanott törvényszéki elnök. 1850-ben nevét Bonyhádyra változtatta, ugyan ez évben augusztus 21-én Ferenc József-rend kiskeresztes lovagja lett. 1851. március 21-én szolnoki császári és királyi megyei főnök lett; Szolnok vármegye császári és királyi helytartósági tanácsosa lett, ahonnan 1858-ban nyugalmaztatott.
- Perczel Etelka Karolina Ludovika (Bonyhád, 1807. november 2. –Szabadka, 1861. július 30.),[5][6] Férje: bajsai Vojnits Barnabás (1808. –Szabadka, 1886. május 15.), országgyűlési képviselő, a Bács-Bodrog vármegye bizottsági tagja, földbirtokos.[7]
- Ifj. Perczel Sándor Miklós (Bonyhád, 1809. október 12.–Szekszárd, 1878. január 25.),[8][9] aki 1827-ben a báró Russo nevű tüzérezredben kadét, 1829-től a szardíniai király nevét viselő huszárezredben, 1831. február 25-én hadnagy, ahonnan 1834-ben egy párbaj miatt kilépett. 1848. március 4-én Baranya megyei bizottmány tagja, utóbb a szerbek ellen szervezett tolnai önkéntes nemzetőrség kapitánya a Délvidéken. 1848. augusztus 31-én Szekszárdon az 1200 tolnai nemzetőrből álló csapat vezetője volt. Részt vett a pákozdi csatában. 1848. október 19-én kinevezik nemzetőrségi őrnaggyá és parancsnokká, decembertől az 52. Bocskai honvédzászlóalj őrnagya, majd dandárparancsnok. A kassai ütközetben is részt vett. Később a pesti császári és királyi igazoló bizottmány elé állították, ahol tisztázta magát. Nejétől Balugyánszky Katától (1816.– Mohács, 1896. május 10.)[10] született gyermekei: Ilona, Kálmán, Vilmos, Róza, Tivadar és Szeréna.
- Perczel Mór Gáspár Valter (Bonyhád, 1811. november 11. – Bonyhád, 1899. május 23.), Tolna vármegyei földbirtokos, honvédtábornok, az 1848–49 évi szabadságharc egyik katonai vezetője.[11] Felesége: nagybócsai Sárközy Julianna (1828. január 22.–Bonyhád, 1877. július 13.),[12] nagybócsai Sárközy József (1802–1867), politikus, és szomori és somodori Pázmándy Antónia (1811-1860) lánya.
- Perczel Miklós Gábor Ádám (Bonyhád, 1812. december 15. – 1904. március 14.), politikus, az 1848–49 évi szabadságharcban honvédezredes, az amerikai polgárháborúban az északi hadsereg ezredese. Neje: borsodi Latinovits Hermina (Baja, 1818. július 19.–Baja, 1901. március 2.),[13] akitől nem született gyermeke.
- Perczel Emília Rozália Gabriella (Pest, 1815. március 11. –Bonyhád, 1885. augusztus 31.). Hajadon.[14][15]
- Perczel Berta Anna Antónia (Bonyhád, 1816. július 26.–1905. december 5.),[16] a testvérek közül utolsóként távozott, 90 évet élt[17]
- Perczel Mária Franciska Erzsébet (Bonyhád, 1817. október 3. –Bonyhád, 1900. november 17.),[18][19][20] Férje: debreczeni Bárány Sándor (Miskolc, 1810. november 1. –Bonyhád, 1896. május 31.), 1848-49-es honvédőrnagy, földbirtokos.[21]
- Perczel Béla Ferenc Lajos (Bonyhád, 1819. június 15. –Budapest, 1888. március 25.), Magyarország igazságügy-minisztere, a Magyar Királyi Kúria elnöke, szabadelvű párti politikus, valóságos belső titkos tanácsos, a főrendiház tagja, a képviselőház elnöke, az I. osztályú Vaskorona rend lovagja, jogász.[22] Felesége: boronkai és nezettei Boronkay Elvira Karolina Kornélia Kasszandra (Rácalmás, 1827. február 15.–Budapest, 1894. október 23.).[23]
- Perczel Pál Vencel Ferenc Ádám (Bonyhád, 1822. január 25. –Bonyhád, 1870. szeptember 24.),[24] aki 1848. október 10-én a VI. honvéd zászlóaljnál főhadnagy, majd október 19-én a Tolna megyében alakult 41. honv. zászlóaljnál kapitánya lett. 1849 februárjában az Eszéki várában a őrséggel együtt kapitulált, és szabadon bocsáttatott; később a császári és királyi hadseregbe közlegényül besorozták, de hamarosan végleg hazabocsátották. Neje Magyary-Kossa Ludovika (1828–1901) volt,[25] akit 1857-ben vett feleségül Bonyhádon.[26]
- Perczel Ferenc József Gábor Ádám (Bonyhád, 1824. március 9.–Pest, 1849. május 26.),[27] aki 1843-ban a vasas ezredben kadét, 1845-ben magyar királyi testőr. 1848-ban Bécset több társával otthagyta, és a 30. honvéd zászlóaljnál főhadnagy lett. 1849-ben honvéd kapitányként részt vett Buda visszavételében, de halálos lövést kapott, amiben öt nap alatt életét vesztette, Pesten temették el.
- Perczel Erzsébet Franciska Katalin Judit (Bonyhád, 1824. március 9. – Fadd, 1898. szeptember 26.),[28][29][30] Férje: bélaházi Bartal György (Damazérkarcsa, 1820. szeptember 20. – Fadd, 1875. október 25.), 1874–1875-ben földművelés-, ipar- és kereskedelmi miniszter neje. Perczel Ferencnek ikertestvére.[31]
- Perczel László Antal József (Bonyhád, 1827. július 3.–Péterháza, 1897 május 12.),[32] aki 1846-ban jeles eredménnyel végezte el a belovári császári és királyi katonai akadémiát, és a császári huszárezredben lett kadét. 1847-ben hadnaggyá lépett elő, 1848-ban ezredével együtt a forradalomhoz állt. 1849-ben a világosi fegyverletétel után a hadi törvényszék négyévi várfogságra ítélték, de kegyelmet kapott és hazatért. 1897. májusában halt meg a péterházai pusztán, hol súlyos betegsége miatt 70 évesen önkezével vetett véget életének.[33] Felesége: nagybócsai Sárközy Lídia (Komárom, 1838. február 16.–Budapest, 1882 január 22.)[34][35] Sárközy József Komárom megye alispánja, akitől három lánya, Perczel Antónia Erzsébet és Lídia született.
- Perczel Ilona Judit Rozália (Bonyhád, 1829. február 22. –Buda, 1866. július 20.),[36][37] Férje: bélaházi Bartal Pál (Királyfiakarcsa, 1825. január 25. –Pozsony, 1882. március 24.), földbirtokos.[38]